# Wiebelsheim
Wiebelsheim là một đô thị thuộc huyện Rhein-Hunsrück bang Rheinland-Pfalz, phía tây nước Đức. Đô thị Wiebelsheim có diện tích 7,32 km², dân số thời điểm ngày 31 tháng 12 năm 2006 là 495 người.